# Chlorocytus simillimus
Chlorocytus simillimus är en stekelart som först beskrevs av Charles Joseph Gahan 1919.  Chlorocytus simillimus ingår i släktet Chlorocytus och familjen puppglanssteklar. Inga underarter finns listade i Catalogue of Life.